# Blue Express
Blue Express es un servicio de logística y distribución, propiedad del holding Empresas Copec.
Fue creado por LAN Airlines (ahora LATAM) como un servicio complementario al negocio de transporte de carga aérea, que ofrecía a través de LAN Cargo, pero enfocado principalmente en el mercado doméstico en Chile.

## Historia
La aerolínea decide crear el 1 de septiembre de 1996 su filial LAN Courier, empresa que se inició como courier a nivel local.
En 1998 extendió sus servicios a los de operación logística, especializados en distribución física con una red de oficinas, bodegas, camiones y furgones arrendados a muy bajo costo, en Chile.
En mayo de 2008, después de decidir la venta de la filial, que ya no era parte de la estrategia del grupo LAN, LAN Courier cambia su imagen de marca y pasa a llamarse Blue Express, para poder cortar completamente la relación de la marca LAN con el nuevo dueño.
Desde el año 2009 tiene fallidos procesos de venta hasta que durante el año 2011, LAN Airlines vende Blue Express al grupo Bethia en 54 millones de dólares, desligando su servicio de logística y distribución local.
En enero de 2019, Kinza Capital, un fondo de inversión local, adquiere Blue Express. La operación fue estimada en 100 millones de dólares.Blue Express fue adquirida por Empresas Copec en diciembre de 2022 por 250 millones de dólares. 

## Servicios
Ofrece servicios de outsourcing en distribución, almacenaje, gestión y administración de inventarios, labor que se extiende a la toma y procesamiento de pedidos, control de envíos, embalaje y etiquetado de envíos con código de barras para su seguimiento, y posterior control de gestión, distribución y almacenaje. También ofrece asesorías en el ámbito del diseño y consultoría logística.